# Chasiempis sandwichensis

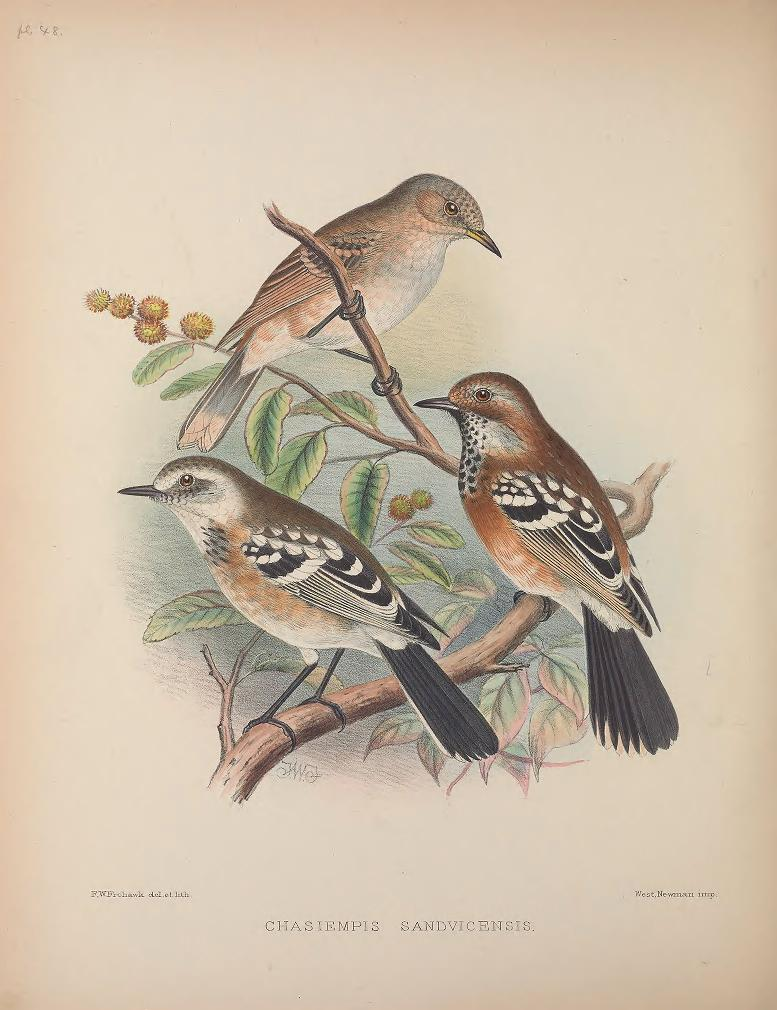
Chasiempis sandwichensis

El monarca elepaio (Chasiempis sandwichensis)  es una especie de ave paseriforme de la familia Monarchidae nativo de la isla de Hawái. Anteriormente las tres especies del género Chasiempis, el monarca de Kauai, (C. sclateri), el monarca de Oahu, C. ibidis y esta especie, eran consideradas conespecíficas.

## Subespecies
Las tres subespecies difieren en sus requerimientos ecológicos y la coloración de la cabeza:
- Chasiempis sandwichensis bryani Pratt, 1979
- Chasiempis sandwichensis ridgwayi Stejneger, 1887
- Chasiempis sandwichensis sandwichensis (Gmelin, 1789)